# Campeonato Baiano
El Campeonato Bahiano es el campeonato de fútbol estatal del estado de Bahia, en el Nordeste de Brasil, el torneo es organizado por la Federação Bahiana de Futebol.

## Historia
El Campeonato de Fútbol Bahiano, es el más antiguo del noreste de Brasil y el segundo en antigüedad entre todos los estados de Brasil, surgido en 1905 y desde entonces ha estado continuamente en disputa. 
Su primer campeón fue el Club Internacional de Cricket, que disputó el título solo contra otros 3 clubes: Victoria, San Salvador y el Club de Tenis Baiano. 
El club con más triunfos en el Campeonato Bahiano es el Esporte Clube Bahia, con 51 títulos (hasta 2025). Ha sido tetracampeón dos veces (47-48-49-50 y 81-82-83-84), además de una vez penta-campeón (58-59-60-61-62) y hepta-campeón (73 a 79). 
Detrás del Bahia, su principal competidor es el Vitória, con 30 títulos, el cual ha logrado un triplete (95-96-97) y un tetra-campeonato (2002-03-04-05). A los dos grandes le siguen el Ypiranga, con 10 títulos, y el Botafogo, con 7. El Galícia, club fundado por gallegos residentes en Salvador, fue el primer tricampeón Bahiano (41-42-43). 
Solo desde 1954 los clubes del interior llegaron a participar en el campeonato. Feira de Santana tiene dos clubes campeones el Palmeiras do Nordeste en 2002 y el Fluminense de Feira FC en 1963, 1969 y 2002, el año en que hubo dos campeonatos Bahianos, uno con todos los clubes, menos el Bahia y Vitoria, y un "Supercampeonato", que sumó a los dos "grandes". En 2006, el ganador fue un club de Ilhéus, Colo Colo de Ilhéus. 
En 1938, 1999 y 2002 hubo dos campeones. Adicionalmente en 1999 el título fue impugnado por Vitoria de Bahía ante la Justicia Deportiva, que al final decide nombrar a los dos clubes campeones, ya que después del primer partido de la final disputado en Fonte Nova el club Bahía no aceptó que el segundo partido se disputara en el Estadio Barradão.

## Equipos participantes 2025
| Club                   | Ciudad             |
| ---------------------- | ------------------ |
| Atlético de Alagoinhas | Alagoinhas         |
| Bahia                  | Salvador           |
| Barcelona de Ilhéus    | Ilhéus             |
| Colo Colo              | Ilhéus             |
| Jacobina               | Jacobina           |
| Jacuipense             | Riachão do Jacuípe |
| Jequié                 | Jequié             |
| Juazeirense            | Juazeiro           |
| Porto                  | Porto Seguro       |
| Vitória                | Salvador           |

## Campeones
| Temporada | Campeón                         | Subcampeón             |
| --------- | ------------------------------- | ---------------------- |
| 1905      | Internacional de Cricket        | São Salvador           |
| 1906      | São Salvador                    | Vitória                |
| 1907      | São Salvador                    | Vitória                |
| 1908      | Vitória                         | Santos Dumont          |
| 1909      | Vitória                         | Santos Dumont          |
| 1910      | Santos Dumont                   | São Paulo              |
| 1911      | Sport Bahia                     | Vitória                |
| 1912      | Atlético de Salvador            | Vitória                |
| 1913      | Fluminense de Salvador          | Internacional          |
| 1914      | Internacional de Bahia          | Fluminense de Salvador |
| 1915      | Fluminense de Salvador          | Ypiranga               |
| 1916      | República                       | Fluminense de Salvador |
| 1917      | Ypiranga                        | Fluminense de Salvador |
| 1918      | Ypiranga                        | Botafogo               |
| 1919      | Botafogo                        | Fluminense de Salvador |
| 1920      | Ypiranga                        | Fluminense de Salvador |
| 1921      | Ypiranga                        | AA da Bahia            |
| 1922      | Botafogo                        | AA da Bahia            |
| 1923      | Botafogo                        | AA da Bahia            |
| 1924      | AA da Bahia                     | Bahiano de Tênis       |
| 1925      | Ypiranga                        | AA da Bahia            |
| 1926      | Botafogo                        | Ypiranga               |
| 1927      | Bahiano de Tênis                | Ypiranga               |
| 1928      | Ypiranga                        | Bahiano de Tênis       |
| 1929      | Ypiranga                        | Botafogo               |
| 1930      | Botafogo                        | Fluminense de Salvador |
| 1931      | Bahia                           | Ypiranga               |
| 1932      | Ypiranga                        | Botafogo               |
| 1933      | Bahia                           | Ypiranga               |
| 1934      | Bahia                           | Energia Circular       |
| 1935      | Botafogo                        | Galícia                |
| 1936      | Bahia                           | Galícia                |
| 1937      | Galícia                         | Ypiranga               |
| 1938      | Bahia y Botafogo                | Galícia y Ypiranga     |
| 1939      | Ypiranga                        | Galícia                |
| 1940      | Bahia                           | Galícia                |
| 1941      | Galícia                         | Bahia                  |
| 1942      | Galícia                         | Vitória                |
| 1943      | Galícia                         | Botafogo               |
| 1944      | Bahia                           | Galícia                |
| 1945      | Bahia                           | Galícia                |
| 1946      | Guarany                         | Ypiranga               |
| 1947      | Bahia                           | Vitória                |
| 1948      | Bahia                           | Galícia                |
| 1949      | Bahia                           | Ypiranga               |
| 1950      | Bahia                           | Vitória                |
| 1951      | Ypiranga                        | Vitória                |
| 1952      | Bahia                           | Ypiranga               |
| 1953      | Vitória                         | Botafogo               |
| 1954      | Bahia                           | Botafogo               |
| 1955      | Vitória                         | Bahia                  |
| 1956      | Bahia                           | Fluminense de Feira    |
| 1957      | Vitória                         | Bahia                  |
| 1958      | Bahia                           | Vitória                |
| 1959      | Bahia                           | Vitória                |
| 1960      | Bahia                           | Ypiranga               |
| 1961      | Bahia                           | Botafogo               |
| 1962      | Bahia                           | Ypiranga               |
| 1963      | Fluminense de Feira             | Bahia                  |
| 1964      | Vitória                         | Bahia                  |
| 1965      | Vitória                         | Botafogo               |
| 1966      | Leônico                         | Vitória                |
| 1967      | Bahia                           | Galícia                |
| 1968      | Galícia                         | Fluminense de Feira    |
| 1969      | Fluminense de Feira             | Bahia                  |
| 1970      | Bahia                           | Itabuna                |
| 1971      | Bahia                           | Fluminense de Feira    |
| 1972      | Vitória                         | Bahia                  |
| 1973      | Bahia                           | Atlético Alagoinhas    |
| 1974      | Bahia                           | Vitória                |
| 1975      | Bahia                           | Vitória                |
| 1976      | Bahia                           | Vitória                |
| 1977      | Bahia                           | Botafogo               |
| 1978      | Bahia                           | Leônico                |
| 1979      | Bahia                           | Vitória                |
| 1980      | Vitória                         | Galícia                |
| 1981      | Bahia                           | Vitória                |
| 1982      | Bahia                           | Galícia                |
| 1983      | Bahia                           | Catuense               |
| 1984      | Bahia                           | Leônico                |
| 1985      | Vitória                         | Bahia                  |
| 1986      | Bahia                           | Catuense               |
| 1987      | Bahia                           | Catuense               |
| 1988      | Bahia                           | Vitória                |
| 1989      | Vitória                         | Bahia                  |
| 1990      | Vitória                         | Fluminense de Feira    |
| 1991      | Bahia                           | Fluminense de Feira    |
| 1992      | Vitória                         | Bahia                  |
| 1993      | Bahia                           | Vitória                |
| 1994      | Bahia                           | Vitória                |
| 1995      | Vitória                         | Galícia                |
| 1996      | Vitória                         | Poções                 |
| 1997      | Vitória                         | Bahia                  |
| 1998      | Bahia                           | Vitória                |
| 1999      | Bahia y Vitória                 | Poções                 |
| 2000      | Vitória                         | Bahia                  |
| 2001      | Bahia                           | Juazeiro               |
| 2002      | Vitória y Palmeiras do Nordeste | Fluminense de Feira    |
| 2003      | Vitória                         | Catuense               |
| 2004      | Vitória                         | Bahia                  |
| 2005      | Vitória                         | Bahia                  |
| 2006      | Colo Colo                       | Vitória                |
| 2007      | Vitória                         | Bahia                  |
| 2008      | Vitória                         | Bahia                  |
| 2009      | Vitória                         | Bahia                  |
| 2010      | Vitória                         | Bahia                  |
| 2011      | Bahia de Feira                  | Vitória                |
| 2012      | Bahia                           | Vitória                |
| 2013      | Vitória                         | Bahia                  |
| 2014      | Bahia                           | Vitória                |
| 2015      | Bahia                           | Vitória da Conquista   |
| 2016      | Vitória                         | Bahia                  |
| 2017      | Vitória                         | Bahia                  |
| 2018      | Bahia                           | Vitória                |
| 2019      | Bahia                           | Bahia de Feira         |
| 2020      | Bahia                           | Atlético de Alagoinhas |
| 2021      | Atlético de Alagoinhas          | Bahia de Feira         |
| 2022      | Atlético de Alagoinhas          | Jacuipense             |
| 2023      | Bahia                           | Jacuipense             |
| 2024      | Vitória                         | Bahia                  |
| 2025      | Bahia                           | Vitória                |

## Títulos por club
| Club                                        | Campeón | Años campeón | Vice | Años subcampeón |
| ------------------------------------------- | ------- | --- | ---- | --- |
| Bahia (Salvador)                            | 51      | 1931, 1933, 1934, 1936, 1938, 1940, 1944, 1945, 1947, 1948, 1949, 1950, 1952, 1954, 1956, 1958, 1959, 1960, 1961, 1962, 1967, 1970, 1971, 1973, 1974, 1975, 1976, 1977, 1978, 1979, 1981, 1982, 1983, 1984, 1986, 1987, 1988, 1991, 1993, 1994, 1998, 1999, 2001, 2012, 2014, 2015, 2018, 2019, 2020, 2023, 2025 | 22   | 1941, 1955, 1957, 1963, 1964, 1969, 1972, 1985, 1989, 1992, 1997, 2000, 2004, 2005, 2007, 2008, 2009, 2010, 2013, 2016, 2017, 2024                   |
| Vitória (Salvador)                          | 30      | 1908, 1909, 1953, 1955, 1957, 1964, 1965, 1972, 1980, 1985, 1989, 1990, 1992, 1995, 1996, 1997, 1999, 2000, 2002, 2003, 2004, 2005, 2007, 2008, 2009, 2010, 2013, 2016, 2017, 2024 | 25   | 1906, 1907, 1911, 1912, 1942, 1947, 1950, 1951, 1958, 1959, 1966, 1974, 1975, 1976, 1979, 1981, 1988, 1993, 1994, 1998, 2006, 2011, 2012, 2014, 2018 |
| Ypiranga (Salvador)                         | 10      | 1917, 1918, 1920, 1921, 1925, 1928, 1929, 1932, 1939, 1951 | 12   | 1915, 1924, 1926, 1927, 1931, 1933, 1937, 1938, 1946, 1949, 1952, 1960                                                                               |
| Botafogo (Senhor do Bonfim)                 | 7       | 1919, 1922, 1923, 1926, 1930, 1935, 1938 | 9    | 1918, 1929, 1932, 1943, 1953, 1954, 1961, 1965, 1977                                                                                                 |
| Galícia (Salvador)                          | 5       | 1937, 1941, 1942, 1943, 1968 | 12   | 1935, 1936, 1938, 1939, 1940, 1944, 1945, 1948, 1967, 1980, 1982, 1995                                                                               |
| Fluminense de Salvador (Salvador)           | 2       | 1913, 1915 | 6    | 1914, 1916, 1917, 1919, 1920, 1930 |
| Fluminense de Feira (Feira de Santana)      | 2       | 1963, 1969 | 6    | 1956, 1968, 1971, 1990, 1991, 2002 |
| Atlético de Alagoinhas (Alagoinhas)         | 2       | 2021, 2022 | 2    | 1973, 2020 |
| São Salvador (Salvador)                     | 2       | 1906, 1907 | 1    | 1905 |
| AA da Bahia (Salvador)                      | 1       | 1924 | 4    | 1921, 1922, 1923, 1925 |
| Santos Dumont (Salvador)                    | 1       | 1910 | 2    | 1908, 1909 |
| Bahiano de Tênis (Salvador)                 | 1       | 1927 | 2    | 1924, 1928 |
| Leônico (Salvador)                          | 1       | 1966 | 2    | 1978, 1984 |
| Bahia de Feira (Feira de Santana)           | 1       | 2011 | 2    | 2019, 2021 |
| Internacional (Salvador)                    | 1       | 1914 | 1    | 1913 |
| Internacional de Cricket (Salvador)         | 1       | 1905 | 0    | |
| Sport Bahia (Salvador)                      | 1       | 1911 | 0    | |
| Atlético de Salvador (Salvador)             | 1       | 1912 | 0    | |
| República (Salvador)                        | 1       | 1916 | 0    | |
| Guarany (Salvador)                          | 1       | 1946 | 0    | |
| Colo Colo (Ilhéus)                          | 1       | 2006 | 0    | |
| Catuense (Catu)                             | 0       | | 4    | 1983, 1986, 1987, 2003 |
| Poções (Poções)                             | 0       | | 2    | 1996, 1999 |
| Jacuipense (Riachão do Jacuípe)             | 0       | | 2    | 2022, 2023 |
| São Paulo (Salvador)                        | 0       | | 1    | 1910 |
| Energia Circular (Salvador)                 | 0       | | 1    | 1934 |
| Itabuna (Itabuna)                           | 0       | | 1    | 1970 |
| Juazeiro (Juazeiro)                         | 0       | | 1    | 2001 |
| Vitória da Conquista (Vitória da Conquista) | 0       | | 1    | 2015 |